# 問題SM小説
問題SM小説（もんだいエスエムしょうせつ）はかつてコバルト社が月刊で発行していたSM小説専門誌。

## 歴史・概要
創刊号は1970年5月号。日本のSM小説専門誌は奇譚クラブなどすでに先駆があったが、本誌は初めて「SM」という「サドマゾ」を意味するアルファベット2文字を誌名に取り入れたという意味で、嚆矢となった。休刊は1975年。

## 雑誌の傾向
当初は一般的なSM小説専門誌同様、サディスト向けの加虐作品が主体だったが、次第にマゾヒスト読者を対象とした被虐文学・読み物中心の誌面に移行。1974年には日本唯一のマゾヒスト専門誌と、表紙にうたう内容となった。
表紙の内容も、もともとは手錠をかけられた女性の上半身、足首を縄で縛られた大股開きの着衣の女性の全身図といったサド読者向けのカラーフォトだったが、やがて、男性を責める女王様の写真や、いかにも強気そうな女性の写真などへと変わっていった。
同時に、口絵のグラビアもカラー・白黒を問わず、次第に、サド読者を対象とした女性の緊縛写真などから、サドの女王様がマゾ男性を虐げる場面を撮影した内容のものが主体となっていく。

## 姉妹誌
1971年に創刊の「別冊問題SM小説」。こちらは1976年まで刊行された。